# Біґ Мак
«Біґ Мак» — збірка оповідань українського письменника Сергія Жадана; видана київським видавництвом «Критика» у 2003 році. Книга неодноразово доповнювалась та перевидавалась.
Друге перероблене видання «Біґ Мак2» вийшло у 2007 році та містить всі оповідання з оригінальної збірки «Біґ Мак» та поетичну збірку «Історія культури початку століття» (2003). До вже знайомих читачеві текстів долучено два нові Жаданові оповідання, які й завершують книжку. «Мікс» прози з поезією, здійснений у цьому виданні, потверджує очевидне для читачів і критиків: мова Жаданових текстів дозволяє такі експерименти й витворює новий цікавий контекст співзвучання прози та поезії, що буде особливо цікавий читачам, критикам і теоретикам літератури.
У 2011 році світ побачило третє видання збірки, яке отримало назву «Біґ Мак та інші історії». На відміну від першого видання, що складалося всього лише із шести оповідань, у цьому виданні їх було уже 15.
Четверте видання під назвою «Біґ Мак. Перезавантаження» побачило світ у 2015 році у видавництві КСД. Воно містить 20 оповідань.

## Галерея

Обкладинка першого видання 2003
Обкладинка другого видання 2007
Обкладинка третього видання 2011